# Liste des banlieues d’Hamilton (Nouvelle-Zélande)
Liste des Banlieues de la cité d’Hamilton  situées dans l’Île du Nord de la Nouvelle-Zélande.
- Aberdeen
- Ashmore
- Bader
- Beerescourt
- Callum Brae
- Chartwell
- Chedworth Park
- Claudelands
- Crawshaw
- Deanwell
- Dinsdale
- Enderley
- Fairfield
- Fairview Downs
- Fairview Heights
- Fitzroy
- Flagstaff
- Forest Lake
- Frankton
- Glenview
- Grandview Heights
- Hamilton Central
- Hamilton Est
- Hamilton Lake
- Hamilton Nord
- Hamilton ouest
- Harrowfield
- Hillcrest
- Huntington
- Livingstone
- Magellan Rise
- Maeroa
- Melville
- Nawton
- Peacocke
- Pukete
- Queenwood
- River Road
- Riverlea
- Rotokauri
- Rototuna
- Ruakura
- Silverdale
- Stonebridge
- St Andrews
- St James Park
- St Petersburg
- Somerset Heights
- Stonebridge
- Te Rapa
- Te Kowhai
- Temple View
- Thornton
- Western Heights
- Whitiora